# Higashikushira
Higashikushira (東串良町?) è una cittadina giapponese della prefettura di Kagoshima.